# Zola Predosa
Zola Predosa (en dialecte bolonyès: Zôla Predåusa) és un comune (municipi) de la Ciutat metropolitana de Bolonya, a la regió italiana d'Emilia-Romagna, situat uns 11 km a l'oest de Bolonya.
L'1 de gener de 2018 tenia 18.939 habitants.

## Ciutats agermanades
Zola Predosa està agermanat amb: 
- Timrå, Suècia